# Chó sục Wheaten lông mềm
Chó sục Wheaten lông mềm (Soft-coated Wheaten Terrier) là giống chó sục được gây giống để phục vụ các công việc ở nông trại, dẫn dắt đàn cừu, săn bắt và canh giữ những trang trại nhỏ, Soft-Coated Wheaten Terrior tự tin, cảnh giác và vui vẻ. Chúng không có bản tính hiếu chiến như những giống cùng dòng chó săn khác, nhưng lại hoạt bát hơn nhiều, và là những người thợ săn thực thụ. Những chú chó Wheaten hòa đồng với trẻ nhỏ, dễ dàng sống ở bất cứ đâu, thành thị, nông thôn hay ngoại ô, chỉ cần chúng có đủ chỗ để chơi đùa và chạy nhảy.